# Nucula groenlandica
Nucula groenlandica är en musselart som beskrevs av Posselt 1898. Nucula groenlandica ingår i släktet Nucula och familjen nötmusslor. Inga underarter finns listade i Catalogue of Life.